# Jean Di Matteo
Jean Di Matteo, né le 4 novembre 1911 à Paris et mort dans cette ville le 10 février 1984, est un médecin cardiologue français,.

## Biographie
Jean Di Matteo voit son internat de médecine interrompu par la Seconde Guerre mondiale. Lors de la bataille de France, il est mobilisé au 23e régiment d'infanterie de forteresse à Haguenau, sur la ligne Maginot, comme lieutenant. Après la défaite, il reprend son internat. Interne d'Octave Crouzon, de Weissenbach[Qui ?], et de Paul Harvier, il entre ensuite dans les services de cardiologie de Charles Laubry puis Pierre Soulié,. Par ce parcours, et l'influence de François de Gaudart d'Allaines, il choisit de s'orienter vers la cardiologie. Dans les services de pédiatrie de Robert Marquézy, il prépare sa thèse avec Jacques Delarue, en 1941-1942, sur les bronchopneumonies de la coqueluche. Il est nommé médecin des hôpitaux de Paris en 1954.
Jean Di Matteo devient maître de conférences agrégé en 1965, puis professeur titulaire à titre personnel en 1968. Il obtient la direction d'un service de médecine générale assez vétuste à l'hôpital Necker en 1963, qu'il transforme en service de cardiologie adulte, le dote de moyens modernes, avec la technologie de pointe de l'époque. Il est l'un des pionniers de la cardiologie nucléaire en France,. Il devient professeur de clinique cardiologique à l'université Paris-V-René-Descartes en 1972, succédant à Jean Lenègre.
Il est président de la Société française de cardiologie en 1973-1974. Il est élu membre de l'Académie nationale de médecine pour la section de médecine le 14 novembre 1978, et y est président de la Commission de la langue française. Il est membre de la Société française d'histoire de la médecine. Son élève André Vacheron lui succède à la direction du service de cardiologie de l'hôpital Necker en 1981.
Il est inhumé au cimetière de Montmartre 18e division dans la même tombe que Serge Gas (1884-1964).

## Décoration
- Commandeur de la Légion d'honneur[1].

## Travaux et publications
- Liste des publications de Di Matteo, Jean (1911-1984)

### Préfaces
- Histoire de la cardiologie et des affections vasculaires : conférences données dans le cadre de l'enseignement de l'histoire de la médecine, université Paris-VI, Rueil-Malmaison, Sandoz éditions.
- J. Desruelles et J. Merlen, De la microcirculation, SPECIA, Nouvelles Ed. médicales françaises, 1981.